# Firmicus biguttatus
Firmicus biguttatus är en spindelart som beskrevs av Lodovico di Caporiacco 1940. Firmicus biguttatus ingår i släktet Firmicus och familjen krabbspindlar.
Artens utbredningsområde är Etiopien. Inga underarter finns listade i Catalogue of Life.